# 도쿄 디즈니 리조트

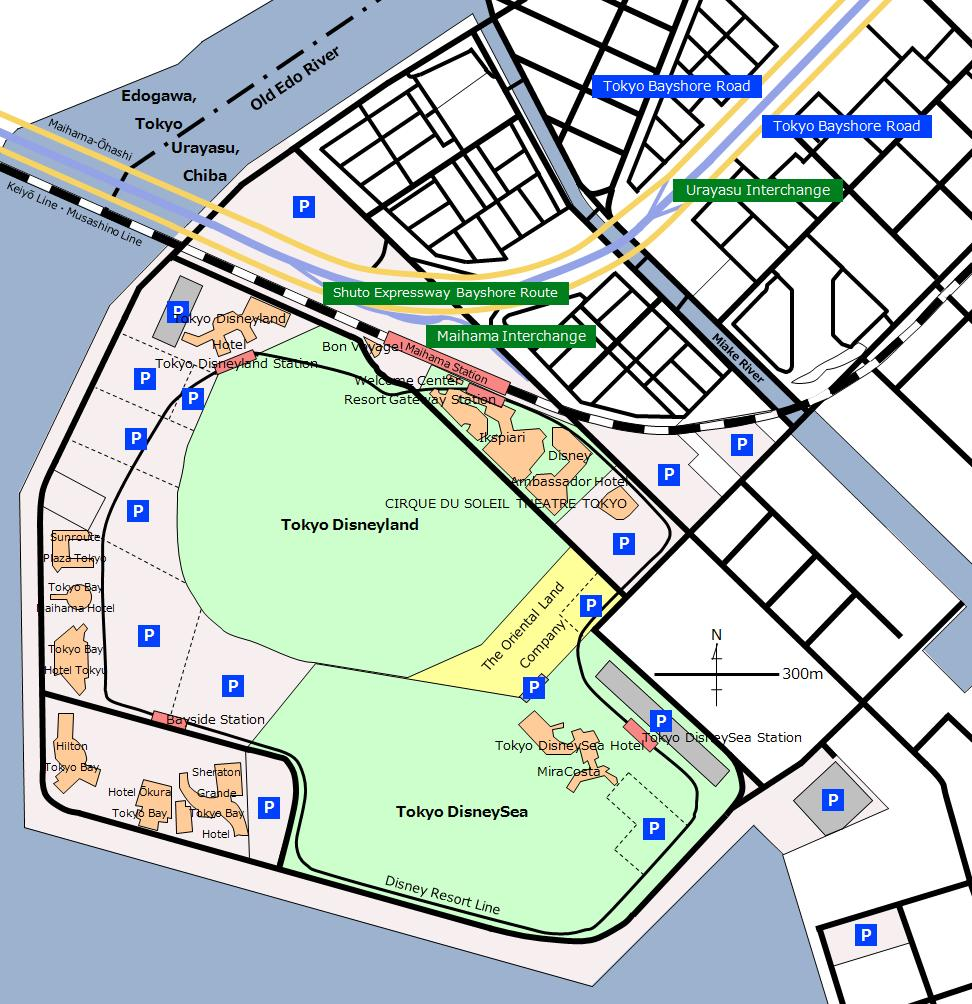
도쿄 디즈니 리조트의 지도.

도쿄 디즈니 리조트(일본어: 東京ディズニーリゾート, Tokyo Disney Resort)는 일본 지바현 우라야스시에 위치한 디즈니랜드이며, 1983년 도쿄 디즈니 랜드와 2001년 도쿄 디즈니 씨로 리조트가 되었다. 이 리조트의 각 시설들을 연결하는 모노레일이 있다.

## 교통
- 동일본 여객철도 게이요 선 가사이린카이코엔역

## 같이 보기
- 일본의 관광